# Schoolboys in Disgrace
Schoolboys in Disgrace är ett musikalbum av The Kinks som gavs ut 1975 av bolaget RCA Records. Skivan som var deras sista i kontraktet med bolaget var en rockopera med utbildning och skolgång som tema. Handlingen kan till viss del kopplas till deras tidigare rockopera Preservation där karaktären Mr. Flash också förekommer. Albumet fick inte något varmt mottagande av musikjournalister och blev en medioker försäljningsframgång, med bland annat en fyrtiofemteplats på Billboard 200-listan.

## Låtlista
(alla låtar skrivna av Ray Davies)
1. "Schooldays" - 3:31
2. "Jack the Idiot Dunce" - 3:19
3. "Education" - 7:07
4. "The First Time We Fall in Love" - 4:01
5. "I'm in Disgrace" - 3:21
6. "Headmaster" - 4:03
7. "The Hard Way" - 2:35
8. "The Last Assembly" - 2:45
9. ""No More Looking Back" - 4:27
10. "Finale" - 1:02